# Project Funk da World
Project: Funk da World è il primo album del rapper statunitense Craig Mack, pubblicato nel 1994 dalla Bad Boy Records. Il disco è il secondo prodotto dalla Bad Boy, uscendo una settimana dopo la pubblicazione di Ready to Die di The Notorious B.I.G.. L'album ottiene un notevole riscontro commerciale venendo certificato disco d'oro dalla RIAA assieme al singolo Get Down, mentre il primo singolo estratto, Flava in Ya Ear, raggiunge la certificazione di platino poche ore dopo la distribuzione dell'album. «Influenzato dal g-funk di Dr. Dre», l'album diviene il primo successo commerciale della Bad Boy, di fatto lanciando al successo l'etichetta di Combs.
| Recensione | Giudizio |
| ---------- | -------- |
| AllMusic   | [ 1 ]    |

## Tracce
Tracce prodotte da Craig Mack (tracce 1, 4, 6, 8 e 11), Easy Mo Bee (tracce 2, 5, 7, 9-10), Rashad Smith (traccia 3) e Lenny Marrow (tracce 4 e 6).
1. Project: Funk da World – 4:22
2. Get Down – 4:27
3. Making Moves With Puff (featuring Puff Daddy) – 4:25
4. That Y'all – 5:07
5. Flava in Ya Ear – 3:37
6. Funk Wit da Style – 4:55
7. Judgement Day – 3:49
8. Real Raw – 4:01
9. Mainline – 4:34
10. When God Comes – 4:11
11. Welcome to 1994 – 5:32

## Classifiche settimanali
| Classifica (1994)         | Posizione massima |
| ------------------------- | ----------------- |
| Billboard 200             | 21                |
| US Top R&B/Hip-Hop Albums | 6                 |